# Fr. Meyer’s Sohn

Unternehmenslogo von 2005 bis 2016

Unternehmenslogo bis 2005

Fr. Meyer's Sohn – oder kurz FMS – ist ein globales Speditions- und Logistikunternehmen in Familienbesitz.
Fr. Meyer's Sohn, gegründet im Jahr 1897, ist spezialisiert auf Massengüter wie Forst- und Agrarprodukte sowie Stahl und bietet Lösungen für Seefracht-, Luftfracht- und LKW-Verladungen sowie Vor- und Nachläufe mit Bahn und Binnenschiff.

Pro Jahr wickelt das Unternehmen den Transport von über 850.000 TEUs (Standardcontainer) ab und gehört damit in der Seefracht weltweit unter die Top 10 der Seefrachtspeditionen. Im Papier- und Zellstoffbereich gilt die Spedition als Marktführer.

Firmengründer Ernst Meyer

## Geschichte

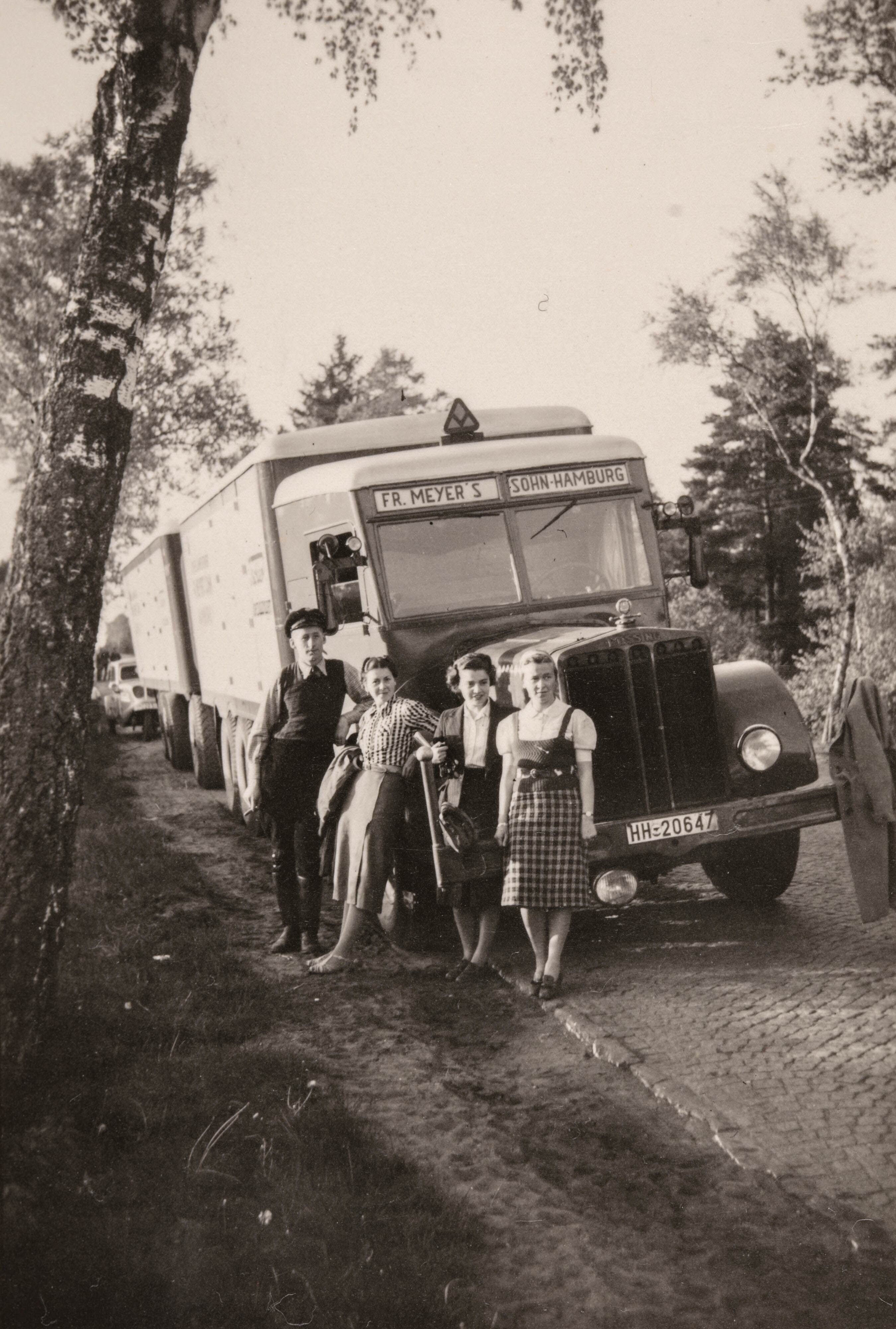
Ein Lastwagen von Fr. Meyer's Sohn im Jahr 1939

Am 15. September 1897 wurde das Speditionsunternehmen Friedrich Meyer's Sohn (FMS) von Friedrich Hugo Ernst Meyer gegründet. Der erste Firmensitz mit 35 Quadratmetern lag in einem Kontorhaus in der Hamburger Brandstwiete. 1911 wickelten elf Mitarbeiter Transporte für die Papierindustrie ab. Nach dem Ersten Weltkrieg wurde die Firma neu aufgebaut, 1919 nahm die Papierabteilung ihre Arbeit wieder auf. In Lübeck wurde die erste Filiale eröffnet. Ende der 1930er Jahre waren 100 Mitarbeiter beschäftigt, und 55 Lastzüge transportierten Importgüter von Hamburg nach Sachsen. Auf dem Rückweg wurde aus den thüringischen und sächsischen Papierfabriken Papier mitgenommen.
Nach dem Zweiten Weltkrieg begann ein erneuter Wiederaufbau. In Westdeutschland wurden neue Filialen eröffnet. Als Folge der politischen Entwicklungen brachen die Kontakte zu den ostdeutschen Papierfabriken ab. Das Unternehmen wandte sich daher der Papierindustrie in Österreich zu und baute das Exportgeschäft aus. Intensiviert wurden Transporte nach England und nach Übersee. 1964 wurden die ersten Filialen in Spanien eröffnet. Mit ihnen kamen die ersten Aufträge aus Übersee. Ende der 1960er Jahre wurde das Geschäft in Skandinavien ausgebaut. Das Hauptaugenmerk lag nun nicht mehr nur auf Papier, sondern zunehmend auch auf Stückgut.
Nach dem politischen Umbruch 1989 wurden Kontakte zur ostdeutschen Papierindustrie geknüpft und Filialen im Osten eröffnet. Das Engagement in Osteuropa wurde intensiviert, Fr. Meyer nahm Beziehungen zu Papierkombinaten in Russland und Osteuropa auf. Auch in Westeuropa wurden weitere Filialen errichtet, nach der Jahrtausendwende baute es die Geschäfte in Asien und Amerika aus.

## Niederlassungen
Insgesamt verfügt Fr. Meyer‘s Sohn über ein weltweites Netzwerk mit über 50 eigenen Standorten und über 850 Mitarbeitern. Das Hauptquartier befindet sich in Hamburg.
Im Großraum Asien gibt es 15 Niederlassungen, in Nordamerika ebenso wie in Süd- und Mittelamerika gibt es jeweils vier Niederlassungen und in Europa gibt es 33 Standorte, von denen 10 in Deutschland sind.
Am Standort in Lübeck sind über 50 eigene Sattelzüge beheimatet, die überwiegend Papier und Zellulose transportieren. Für den Transport von Papier, verfügt der FMS Fuhrpark über spezielle Auflieger mit Joloda System.
Zusätzlich hat das Unternehmen einen Standort im thüringischen Arnstadt mit weiteren eigenen LKWs.
Alle LKWs des Unternehmens sind mit Abbiegeassistenzsystemen ausgestattet, das Unternehmen ist offizieller Sicherheitspartner des Bundesministeriums für Verkehr und digitale Infrastruktur (BMVI).

## Branchenspezialisierung
Fr. Meyer’s Sohn ist spezialisiert auf folgende Warengruppen und Industriezweige
- Forst
- Recycling
- Metalle, Mineralien & Chemie
- Agrarprodukte & Lebensmittel
- Konsumprodukte
- Maschinenbau

Ebenso bietet das Unternehmen als Full-Service-Dienstleister weitere Angebote rund um Verladungen wie Lagerung, Transportversicherung, Zollabwicklung, Ladungssicherheit und übernimmt auch die Abwicklung komplexer Projektlogistik.

## Mitgliedschaften
- International Air Transport Association
- International Federation of Freight Forwarders Associations
- Deutscher Speditions- und Logistikverbund e. V. (DSLV)
- Fachausschuss Exportspedition im Verein Hamburger Spediteure e. V.
- Fachausschuss EDV im Verein Hamburger Spediteure e. V.
- International Forest Products Transport Association (IFPTA)

Koordinaten: 53° 32′ 36,2″ N, 10° 1′ 39,6″ O